# Bloomfield (Misuri)
Bloomfield es una ciudad ubicada en el condado de Stoddard en el estado estadounidense de Misuri. En el Censo de 2010 tenía una población de 1933 habitantes y una densidad poblacional de 551,62 personas por km².

## Geografía
Bloomfield se encuentra ubicada en las coordenadas 36°53′16″N 89°55′54″O / 36.88778, -89.93167. Según la Oficina del Censo de los Estados Unidos, Bloomfield tiene una superficie total de 3.5 km², de la cual 3.5 km² corresponden a tierra firme y (0%) 0 km² es agua.

## Demografía
Según el censo de 2010, había 1933 personas residiendo en Bloomfield. La densidad de población era de 551,62 hab./km². De los 1933 habitantes, Bloomfield estaba compuesto por el 98.81% blancos, el 0.05% eran afroamericanos, el 0.1% eran amerindios, el 0.1% eran asiáticos, el 0% eran isleños del Pacífico, el 0.31% eran de otras razas y el 0.62% pertenecían a dos o más razas. Del total de la población el 0.83% eran hispanos o latinos de cualquier raza.